# Чжан Баоцзай
Чжан Баоцзай (кит. трад. 張保仔; 1783, Цзянмынь—1822) — китайский флотоводец, пират, один из самых могущественных пиратов в истории.

## Биография
По происхождению даньцзя. Родился в семье бедного рыбака в порту Цзянмынь. В возрасте 15 лет, когда Чжан Баоцзай вместе с отцом отправился ловить рыбу, его похитил пират по имени Чжэн И и его жена Чжэн Ши. У Чжэн Ши не было своих детей, поэтому пираты усыновили пятнадцатилетнего Чжан Баоцзай, который стал любовником сначала Чжэн И, а после его смерти — Чжэн Ши. По другим источникам, юноша был усыновлён пиратом ещё до его брака с Чжэн И сяо.
Благодаря природной смекалке быстро получил повышение и вскоре стал фаворитом их лидера Чжэн И. После гибели Чжэна И во время шторма в 1807 году вместе с Госпожой Чжэн командовал пиратским флотом (известным как Флот Красного Флага), который контролировал южное побережье Китая. Госпожа Чжэн имела непререкаемый авторитет: её речь не могла быть прервана, слова — оспорены, приказы — проигнорированы. Впрочем, по мнению Дайан Мюррэй, Чжэн понимала, что помимо строгих правил пиратам необходим харизматичный предводитель, «духовный лидер», который внушал бы как страх, так и любовь. Таким человек для пиратов Красного флота стал Чжан Баоцзай — юный любовник госпожи. Под их совместной командой пираты не только атаковали торговые суда у берегов Китая, но и заплывали далеко в устья рек, разоряя прибрежные поселения.
Имея флот из нескольких сотен кораблей и от 20 000 до даже 500 000 человек, он, вероятно, был самым могущественным пиратом в истории.
Постоянный рост опасности со стороны пиратов вынудил китайских чиновников в Гуанчжоу вступить в серию переговоров с британцами, предметом которых стало краткосрочное использования судна «Меркурий», оснащённого двадцатью пушками, а также укомплектованного командой из пятидесяти американских добровольцев. Также были проведены переговоры с португальцами об аренде шести военных кораблей сроком на полгода. Впрочем, по мнению Дайян Мюррэй, кроме нескольких успешных походов, все военные акции властей не увенчались значительным успехом, который мог бы привести к военному подавлению сил пиратов. Исследовательница предполагает, что внутренние противоречия в разросшейся команде пиратов вынудили госпожу Чжэн и Чжан Баоцзай пойти на переговоры о роспуске пиратского союза. Когда переговоры, в которых принимал участие и генерал-губернатор Лянгуан Бай Лин, были сорваны в феврале 1810 года, главари пиратов оказались в патовой ситуации. В итоге, 8 апреля 1810 года она и Чжан Баоцзай сдались властям Гуанчжоу. Через два дня властям сдались и остальные пираты. Тем, кто сдался добровольно, было разрешено заниматься мирными профессиями, некоторым были предоставлены места в военной бюрократии.
Чжан Бао был удостоен звания, равного лейтенантскому, ему было позволено сохранить частный флот в двадцать или тридцать кораблей, а также выплачена крупная сумма денег, которая, предположительно, предназначалась для обоснования на суше его бывших сообщников.
В ноябре 1810 года госпожа Чжэн и Чжан Бао переселились в провинцию Фуцзянь, где Чжэн Бао получил звание, равное старшему лейтенанту. В 1813 году у пары родился сын Чжэн Юйлинь (госпоже Чжэн на тот момент было 38 лет).
Умер Чжан Баоцзай в 1822 году.

## В культуре
В 1973 году про Чжана был снят художественный фильм «Пират». В главной роли актёр Ти Лун.